# Mishixiang (sockenhuvudort i Kina, Zhejiang Sheng, lat 30,29, long 120,14)
Mishixiang är en sockenhuvudort i Kina. Den ligger i provinsen Zhejiang, i den östra delen av landet, nära eller i provinshuvudstaden Hangzhou. Antalet invånare är 43 540. Befolkningen består av 22 173 kvinnor och 21 367 män. Barn under 15 år utgör 8,0 %, vuxna 15-64 år 77 %, och äldre över 65 år 13,0 %.
Runt Mishixiang är det mycket tätbefolkat, med 5 206 invånare per kvadratkilometer. Närmaste större samhälle är Hangzhou, 1,7 km öster om Mishixiang. Runt Mishixiang är det i huvudsak tätbebyggt.
Genomsnittlig årsnederbörd är 1 869 millimeter. Den regnigaste månaden är juni, med i genomsnitt 328 mm nederbörd, och den torraste är november, med 74 mm nederbörd.